# 聖ミカエル・コスラニー教会 (ノリッジ)
聖ミカエル（セント・マイルズ）・コスラニー教会（せいミカエル・コスラニーきょうかい、英: St Michael (St Miles) Coslany, Norwich）は、イングランドのノーフォーク州 シティ・オブ・ノリッジにあるイングランド第1級指定建築物に登録されている冗長された教区教会である。この建物はオーク通りとコールゲートの間にあるコスラニー通りにある。

## 歴史
この教会は黒い燧石に対して白い石材を用いたフラッシュワーク装飾が施されている点で注目されている。15世紀から現存している南側廊は1500年に参事会員のグレゴリー・クラークにより増築された。
東端にあるチャペルはロバート・ソープが聖歌隊のチャペルとして増築したものである。北側廊は1502年から1504年にかけて参事会員のウィリアム・ラムジーの手により建てられた。16世紀初頭にはスタローン兄弟が身廊を再建した。
北側玄関は1747年に解体されたが、1883年から1884年にかけて復元工事が行われた。その際に内陣のフラッシュワークが修復され、新しく東側に窓が追加された。
鐘楼の起源は13世紀にまで遡ることができる。

## インスパイア・ディスカバリー・センター
1990年代半ばから2011年半ばにかけて、この教会建築物は実践的な手法を通じて科学を探求することを目的とした子供向けのアトラクション「インスパイア（INSPIRE）」と呼ばれる慈善事業の拠点であった。現在、この慈善事業は閉鎖されている。

## オルガン
1885年にノルマン・アンド・ベアード製のオルガンが納品されたが、何処か他の場所に譲渡されている。オルガンの仕様書は国立パイプオルガン登録簿で見ることができる。